# Monument Brunswick
Le monument Brunswick est un mausolée situé dans la ville suisse de Genève.

## Histoire
Chassé de son pays en 1830, le duc Charles II de Brunswick part en exil à Paris avant de venir s'établir à Genève où il meurt en 1873. Par testament, il lègue sa fortune à la ville à condition d'avoir « de belles funérailles et d’un monument à son nom ». C’est un événement qui fait sensation car « sa fabuleuse fortune échappe à ceux qui prétendent à sa succession ». Une fortune estimée à 24 millions de francs-or, équivalant à environ un milliard de francs au début du XXIe siècle. 
Aucun mausolée n'ayant encore été bâti dans la ville, cette demande posthume suscite de nombreux débats avant qu'une décision soit prise de l'élever dans le jardin des Alpes, ancien port naturel du quartier des Pâquis. Pour l’historien Henri Ripoll, ce mausolée « relève de la démesure, de la transgression » : dans une ville où les pratiques funéraires font l’objet d’une grande retenue, il devient le monument de loin le plus coûteux et le plus ostentatoire. De plus le choix de l’emplacement est exceptionnel car le duc a explicitement exclu l’enterrement et exigé une « position proéminente et digne ». Des dérogations à l’enterrement dans les cimetières existent bien à l’intention des propriétaires désirant être enterrés dans leur campagne, mais concernant le duc c'est la reconnaissance générale qui s’exprime, au vu des sommes généreusement cédées à la communauté.
Le monument est construit par Jean Franel en 1879, comme réplique du tombeau des Della Scala à Vérone, flanqué de deux lions de pierre et d'une statue équestre (œuvre de Julien Cain) représentant le duc. L'ensemble est inscrit comme bien culturel suisse d'importance nationale. 
Le coût du monument monte finalement à 1 768 386 francs. Une énorme dépense, mais la fortune héritée permet aux autorités « d’éponger la dette publique, élargir des rues, paver les chaussées, construire des abattoirs à La Jonction, une école d’horlogerie à Saint-Gervais, une école primaire aux Pâquis, en bref, combler les manques en matière d’équipement et d’assainissement ». Une fondation pour les infirmes et les convalescents est dotée de 500 000 francs. On crée des promenades publiques, on soutient l’orchestre municipal, et on construit le Grand Théâtre.
Des détériorations à la partie supérieure du monument sont constatées en 1880-1881 déjà. Des réparations importantes sont exécutées mais en 1890, par crainte d'accident, la partie supérieure est démolie. En particulier, la statue équestre du duc est déplacée à proximité de l'Hôtel Beau-Rivage. Selon les explications de l’architecte Louis Viollier dans un article de 1892, certaines « règles de construction » n’ont pas été observées, les formes de l'architecture gothique ont été copiées sans en comprendre l’esprit.
Des travaux d'entretien du monument, de l’esplanade et des bassins sont réalisés en 1977-1981,. En 1998, un crédit de 3,8 millions est accepté pour la réfection du monument.

### Filmographie
- Pierre Haemmerlé et David Ripoll, interview par Frédéric Miara; Ulrich Teiger, Le monument Brunswick - GE, RTS Découverte, RTS, 14 mai 2014 (consulté le 19 mai 2022).